# Vadim Gluzman
Vadim Gluzman (in cirillico: Вадим Михайлович Глузман?; Žytomyr, 1973) è un violinista israeliano di origine ucraina.

## Biografia
Vadim Gluzman ha trascorso gran parte della sua infanzia a Riga, in Lettonia. Suo padre è direttore d'orchestra e clarinettista, sua madre musicologa. Inizia gli studi violinistici all'età di 7 anni con Romāns Šnē a Riga e dal 1988 con Zachar Bron a Novosibirsk in Russia. Nel 1990, dopo che la sua famiglia si è trasferita in Israele, continua gli studi con Yair Kless. Dopo un’audizione con Isaac Stern e con il suo interessamento, negli anni successivi Gluzman si trasferisce negli Stati Uniti. Studia con Arkady Fomin a Dallas e con Dorothy DeLay e Masao Kawasaki alla Juilliard School. Nel 1994 ha ricevuto il “Henryk Szeryng Foundation Career Award”.
Gluzman ha suonato con molte delle più importanti orchestre del mondo, tra cui Chicago Symphony, London Philharmonic, Israel Philharmonic, London Symphony Orchestra, Leipzig Gewandhaus Orchestra, Münchner Philharmoniker, San Francisco Symphony, Minnesota Orchestra e NHK Symphony Orchestra. Oltre al repertorio tradizionale si dedica alle opere contemporanee, suonando musiche di Giya Kancheli, Pēteris Vasks, Lera Auerbach (24 Preludi, registrati alla BRI), e Sofija Gubajdulina. Incide in esclusiva per l’etichetta Bis. Gluzman suona un violino Antonio Stradivari “ex Leopold Auer” del 1690, appartenuto a Leopold Auer, ed attualmente di proprietà della Stradivari Society of Chicago.